# Steven Knight
Steven Knight (5 de agosto de 1959, en Malborough, Inglaterra) es un escritor británico. Es conocido por escribir el guion de la película Promesas del este y por ser el creador de la serie británica Peaky Blinders. También ha hecho guiones basados en libros como La isla siniestra junto con Laeta Kalogridis, basada en la novela de Dennis Lehane.

## Adaptaciones y guiones
- Dirty Pretty Things (2002)
- Amazing Grace (2006)
- Eastern Promises (2007)
- Shutter Island (con Laeta Kalogridis) (2010)
- Las crónicas de Narnia: la travesía del Viajero del Alba (con Christopher Markus, Stephen McFeely, Michael Petroni y Richard LaGravenese) (2010)
- Peaky Blinders (2013) Serie de televisión, creador y guionista principal.
- Circuito cerrado (2013)[1]
- Taboo (2017) Serie de televisión, creador y guionista principal.

## Películas como director
- Hummingbird (2013) Director y guionista.
- Locke (2013) Director y guionista principal.
- Serenity (2019) Director y guionista.

## Premios y distinciones
Óscar
| Año  | Categoría            | Película         | Resultado |
| ---- | -------------------- | ---------------- | --------- |
| 2004 | Mejor guion original | Negocios ocultos | Nominado  |